# یواس‌اس وریلند (اف‌اف-۱۰۶۸)
یواس‌اس وریلند (اف‌اف-۱۰۶۸) (به انگلیسی: USS Vreeland (FF-1068)) یک کشتی بود که طول آن ۴۳۸ فوت (۱۳۴ متر) بود. این کشتی در سال ۱۹۶۹ ساخته شد.